# Río Tera
El Tera  es un río del noroeste de España, afluente del río Esla, que con una longitud de 139 km drena una cuenca de 2412 km² de la provincia de Zamora.
El río Tera nace en Peña Trevinca, en el término municipal de Porto, en la provincia de Zamora, y desemboca en el río Esla en el término municipal de Bretocino, en la provincia de Zamora.

## Afluentes
Sus principales afluentes son:
- el río Cárdena (por la margen derecha) en Ribadelago,
- el río Trefacio (por la margen izquierda) en Galende,
- el río Villarino (por la margen izquierda) en Cubelo,
- el río Truchas (por la margen derecha) en El Puente,
- el río Castro (por la margen derecha) en Puebla de Sanabria,
- el río Valdalla (por la margen derecha) en el embalse de Valparaíso,
- el río Negro (por la margen izquierda) en Rionegro del Puente (embalse del Agavanzal),
- el río Castrón (por la margen derecha) en Mózar, y
- el río Almucera (por la margen izquierda) en Mózar.

## Lagos y embalses
- Embalse de Vega del Conde
- Embalse de Vega de Tera
- Lago de Sanabria
- Embalse de Cernadilla
- Embalse de Valparaíso
- Embalse de Nuestra Señora del Agavanzal

## Términos municipales que atraviesa
- Porto
- Galende
- Trefacio
- Robleda-Cervantes
- Cobreros
- Puebla de Sanabria
- Palacios de Sanabria
- Asturianos
- Manzanal de Arriba
- Cernadilla
- Mombuey
- Villardeciervos
- Rionegro del Puente
- Otero de Bodas
- Calzadilla de Tera
- Vega de Tera
- Melgar de Tera
- Camarzana de Tera
- Santa Croya de Tera
- Santibáñez de Tera
- Micereces de Tera
- Quiruelas de Vidriales
- Villanázar
- Navianos de Valverde
- Milles de la Polvorosa
- Burganes de Valverde
- Bretocino

## El cañón del Tera
El «cañón del Tera» es una cerrada garganta por la que pasa el río Tera antes de Ribadelago Viejo. Su espectacular belleza lo ha convertido en una de las principales rutas de senderismo del parque natural del Lago de Sanabria, siendo su punto habitual de comienzo el citado pueblo de Ribadelago Viejo.
La ruta se interna en el cañón, siempre paralelo al Tera, tras dejar a la derecha el camino de San Martín de Castañeda y vadear el río por un improvisado paso. El sendero discurre por una zona de grandes piedras acarreadas por la corriente del río hasta llegar a las primeras cascadas, donde será necesario cruzar de nuevo el río, para comenzar a ganar altura, sorteando las primeras dificultades topográficas. En esta zona son observables los profundos barrancos, circos glaciares, alturas aborregadas, ibones, morrenas y bloques erráticos originados por las distintas glaciaciones cuaternarias. El sendero, cada vez más desdibujado, alcanza —tras descender por unas escaleras naturales— la denominada «poza de las Ninfas», seguida de cascadas y pequeños lagos que se alternan a lo largo del recorrido. Con posterioridad se produce un ensanchamiento de la garganta, que origina un pequeño valle denominado de la «Cueva de San Martín». Desde aquí, al caminante le quedan dos alternativas de regreso, la vuelta por el mismo camino o seguir el «arroyo de Covadosos» hasta San Martín de Castañeda para enlazar con Ribadelago Viejo por la «senda de San Martín». Además, existe una tercera posibilidad, consistente en continuar hasta el embalse de Vega de Tera, la presa rota que causó la catástrofe de Ribadelago el día 9 de enero de 1959, tristemente recordada por arrasar el pueblo de Ribadelago y provocar la muerte de 144 de sus vecinos, dando lugar a una de las mayores tragedias originadas por rotura de presa en España.

## El lago de Sanabria
El lago de Sanabria es un ensanchamiento del río en lo que fue la antigua lengua de un glaciar y donde pueden observarse la morrena lateral y la morrena frontal.

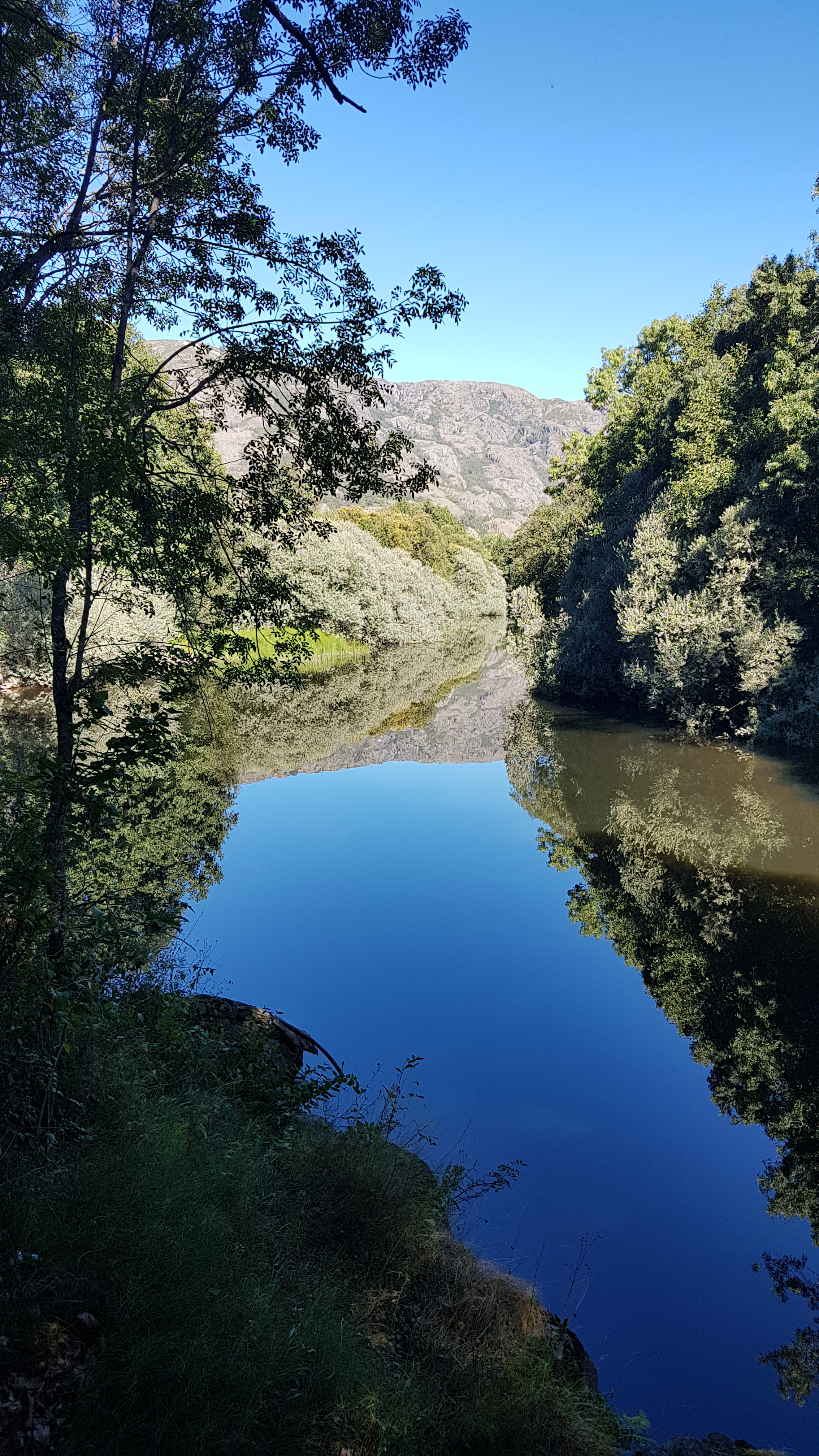
Río Tera antes de desembocar en el lago de Sanabria (Ribadelago).